# Yellow Flower
Albums de Mamamoo
Purple
(2017) Red Moon
(2018)
Singles
1. Paint Me
Sortie : 4 janvier 2018
2. Starry Night
Sortie : 7 mars 2018

Yellow Flower est le sixième EP du girl group sud-coréen Mamamoo. Il est paru le 7 mars 2018 sous Rainbow Bridge World et distribué sous LOEN Entertainment,. Il contient sept pistes, incluant la principale "Starry Night".

## Liste des pistes
| 1.    | From Winter to Spring (겨울에서 봄으로) (intro) | Solar                                | Solar                                                                        | Solar                                                                        | 0:24 |
| 2.    | Star Wind Flower Sun (별이 빛나는 밤)           | Solar, Moonbyul                      | Solar                                                                        | Lee Hyun-seung, TM                                                           | 3:43 |
| 3.    | Starry Night (별이 빛나는 밤)                   | Kim Do-hoon, Park Woo-sang, Moonbyul | Kim Do-hoon, Park Woo-sang                                                   | Kim Do-hoon, Park Woo-sang                                                   | 3:31 |
| 4.    | Be Calm (덤덤해지네) (solo de Hwasa)            | Hwasa                                | Park Woo-sang, Hwasa                                                         | Park Woo-sang                                                                | 3:28 |
| 5.    | Rude Boy                                        | Cosmic Sound, Cosmic Girl, Moonbyul  | Cosmic Sound, Cosmic Girl                                                    | Cosmic Sound, Cosmic Girl                                                    | 3:10 |
| 6.    | Spring Fever (봄타)                             | Jowul, Moonbyul                      | Command Freaks, Mayu                                                         | Command Freaks                                                               | 3:48 |
| 7.    | Paint Me (칠해줘)                               | Jowul                                | Mich Hansen, Peter Wallevik, Daniel Davidsen, Chelcee Grimes, Kara DioGuardi | Mich Hansen, Peter Wallevik, Daniel Davidsen, Chelcee Grimes, Kara DioGuardi | 3:39 |
| 21:52 |                                                 |                                      |                                                                              |                                                                              |      |

## Classements

### Hebdomadaires
| Classement album (2018) | Meilleure position |
| ----------------------- | ------------------ |
| Corée du Sud (Gaon)     | 1                  |

| Classement chanson (2018) | Meilleures positions (Gaon) |
| ------------------------- | --------------------------- |
| "Paint Me"                | 36                          |
| "Starry Night"            | 2                           |
| "Star Wind Flower Sun"    | 51                          |

### Annuels
| Classement album (2018) | Meilleure position |
| ----------------------- | ------------------ |
| Corée du Sud (Gaon)     | 87                 |

| Classement chanson (2018)       | Meilleure position |
| ------------------------------- | ------------------ |
| "Starry Night" (별이 빛나는 밤) | 13                 |

## Distinctions
| Année | Cérémonie               | Catégorie             | Travail nommé | Receveur    |
| ----- | ----------------------- | --------------------- | ------------- | ----------- |
| 2018  | Soribada Best K-Music   | Music video           | Starry Night  | ZanyBros    |
| 2018  | Soribada Best K-Music   | Best Producer         | Starry Night  | Kim Do Hoon |
| 2018  | Mnet Asian Music Awards | Favorite Vocal Artist | Starry Night  | Mamamoo     |

### Emissions musicales
| Programme                 | Chanson      | Date           |
| ------------------------- | ------------ | -------------- |
| The Show (SBS MTV)        | Starry Night | 13 mars 2018   |
| The Show (SBS MTV)        | Starry Night | 20 mars 2018   |
| Show Champion (MBC Music) | Starry Night | 14 mars 2018   |
| M Countdown (Mnet)        | Starry Night | 15 mars 2018   |
| M Countdown (Mnet)        | Starry Night | 22 mars 2018   |
| Music Bank (KBS)          | Starry Night | 16 mars 2018   |
| Inkigayo (SBS)            | Starry Night | 18 mars 2018   |
| Inkigayo (SBS)            | Starry Night | 25 mars 2018   |
| Inkigayo (SBS)            | Starry Night | 1er avril 2018 |